# Mon ami Joe
Cet article concerne le remake. Pour le film original, voir Monsieur Joe.
Pour plus de détails, voir Fiche technique et Distribution.
Mon ami Joe ou Le Puissant Joe Young au Québec (Mighty Joe Young) est un film américain réalisé par Ron Underwood et sorti en 1998. Produit par Walt Disney Pictures, c'est un remake du film Monsieur Joe sorti 1949.
Il raconte l'histoire de Joe, un gorille des montagnes géant, amené dans une réserve par une jeune femme qui l'a élevé et un zoologiste pour le protéger de la menace des braconniers. Ces derniers veulent se venger et tuer Joe. Le film met en vedette Bill Paxton, Charlize Theron, Rade Šerbedžija, Naveen Andrews, Peter Firth, Regina King ou encore David Paymer.
Le film reçoit à sa sortie des critiques mitigées. Par ailleurs, c'est un échec au box-office qui ne rembourse pas son budget.

## Synopsis
Enfant, Jill Young vivait en Afrique centrale avec sa mère Ruth, Primatologue. La jeune fille a été témoin de la mort de la mère de Joe, un bébé gorille des montagnes. L'animal est tué par le braconnier Andrei Strasser. Ce dernier y perd deux doigts par la faute de Joe. La même nuit, la propre mère de Jill est tuée par Strasser lui-même, ce qui laisse Jill orpheline, n'ayant pas de père connu dans le film. Douze années plus tard, Jill élève Joe parce que les autres gorilles ne l'acceptent pas, étant donné sa taille exceptionnellement grande. Les deux amis d'enfance vivent en parfaite harmonie jusqu'à ce que Gregg O'Hara, directeur d'un refuge animalier, convainque Jill qu'ils seront mieux protégés des braconniers s'ils viennent aux États-Unis.
Jill, réticente mais pensant au bien-être de son ami, ainsi que Joe partent à Hollywood, en Californie où ils gagnent le cœur du personnel du refuge. Jill est contactée par Strasser, ayant vu un article sur Joe. Ce dernier souhaite se venger du dommage causé à son pouce 12 ans plus tôt. Jill ne fait pas de suite le rapprochement avec le braconnier qui a tué sa mère ainsi que celle de Joe. Strasser tente alors de convaincre Jill que Joe serait mieux dans un refuge niché aux profondeurs de l'Afrique. En parallèle, Jill et Gregg commencent à tisser des liens amoureux, mais Jill demeure distante malgré ses sentiments. Plus tard, lors d'un gala, l'un des acolyte de Strasser effraie volontairement Joe afin de le pousser à la frénésie. Joe, terrifié et furieux, ravage le gala et reconnaît alors Strasser : il tente de l'attaquer frontalement, mais est maîtrisé avant de commettre une bêtise. Joe est alors mis sous tranquillisants, et placé dans un abri en béton. Lorsque Jill apprend que Joe pourrait être euthanasié à cause des évènements survenus au gala, elle accepte l'offre de Strasser.
Aidée du personnel du refuge, la jeune femme fait discrètement sortir Joe dans un camion, conduit par Strasser et son acolyte, Garth. En route vers l'aéroport, elle remarque alors les doigts manquants de Strasser. Ce dernier fait alors une remarque qui fait réaliser à Jill qu'il est le braconnier qui a tué sa mère. Bouleversée un instant, elle saute du camion provoquant plusieurs accidents de voiture. Joe la voit et provoque un accident au camion qui quitte la route et se couche avec fracas sur le sol. Le gorille géant s'extirpe de la carcasse du camion, et découvrant la civilisation, prend peur et s'enfuit vers une fête foraine, croyant que Jill s'y trouverait. Gregg a pendant ce temps lui aussi réalisé l'identité de Strasser, bien que ce dernier avait de réelles méfiances envers le braconnier depuis leur première rencontre, et part à leur rescousse. Il trouve Jill, qui cherchait Joe, paniquée. Ces derniers remontent la piste du gorille jusqu'au centre-ville ou Jill aperçoit les lumières de la fête foraine balayant le ciel au loin, et se rappelle qu'elle utilisait la même technique pour appeler Joe. Au moment où ils arrivent sur place, c'est le chaos dans la fête foraine : un gorille géant vient de faire irruption parmi les manèges. Tout en cherchant Joe, Jill et Gregg ne se rendent pas compte de suite que Strasser a suivi leurs traces. Le braconnier tente alors de tirer sur Jill. Une fusillade démarre et cause le décrochage de la Grande roue. Joe arrive en accourant, attrape Strasser et le balance avec force dans un amas de fils électrifiés. Dans une scène finale poignante, en tentant de sauver un enfant de l'effondrement de la grande roue, Joe fait une chute vertigineuse et se retrouve grièvement blessé, sans beaucoup de chances de survie. Mais avec la présence de Jill à ses côtés, le gorille rouvre les yeux et tient bon. Une fois remis sur pied, Joe et Jill décident de repartir en Afrique pour permettre à Joe de s'épanouir dans l'environnement qu'il a toujours connu, et libre, dans un refuge fondé par les donations de ses fans et dirigé par Jill et Gregg, finalement ensemble.

## Fiche technique
Sauf indication contraire, les informations mentionnées dans cette section peuvent être confirmées par la base de données cinématographiques IMDb,  présente dans la section « Liens externes ».
- Titre français : Mon ami Joe
- Titre québécois : Le Puissant Joe Young
- Titre original : Mighty Joe Young
- Réalisation : Ron Underwood
- Scénario : Mark Rosenthal et Lawrence Konner, d'après le scénario original de Monsieur Joe écrit par Ruth Rose et Merian C. Cooper
- Musique : James Horner
- Décors : Michael Corenblith
- Costumes : Molly Maginnis
- Photographie : Donald Peterman et Oliver Wood
- Production : Ted Hartley et Tom Jacobson
- Sociétés de production : Walt Disney Pictures, RKO Pictures et The Jacobson Company
- Distribution : Buena Vista Pictures Distribution (États-Unis), Gaumont Buena Vista International (France)
- Budget : entre 75 et 90 millions de dollars[1],[2]
- Pays de production :  États-Unis
- Langue originale : anglais
- Format : couleur - 1.85:1 - 35 mm - son : DTS / Dolby Digital / SDDS
- Genre : aventures
- Durée : 114 minutes
- Dates de sortie :
  - États-Unis : 25 décembre 1998
  - France : 30 juin 1999
- Classification[3] :
  - États-Unis : PG
  - France : tous publics

## Distribution
- Bill Paxton (VF : Bruno Choël et VQ : Daniel Picard) : Gregg O'Hara
- Charlize Theron (VF : Barbara Kelsch et VQ : Élise Bertrand) : Jill Young
- Peter Firth (VF : Philippe Bellay et VQ : Denis Mercier) : Garth
- David Paymer (VF : Gilbert Lévy et VQ : Luis de Cespedes) : Harry Ruben
- Regina King (VF : Magaly Berdy et VQ : Hélène Mondoux) : Cecily Banks
- Rade Šerbedžija (VF : Vincent Grass et VQ : Jean-Marie Moncelet) : Andrei Strasser
- Naveen Andrews (VF : Luc Boulad et VQ : Gilbert Lachance) : Pindi
- Robert Wisdom (VF : Jean-Michel Martial et VQ : François L'Écuyer) : Kweli
- Christian Clemenson (VF : Jean-François Vlérick et VQ : Pierre Auger) : Jack
- Geoffrey Blake (VF : Stephane Ronchewski VQ : Éric Gaudry) : Vern
- Lawrence Pressman (VF : Bernard Demory et VQ : Hubert Gagnon) : Dr Elliot Baker
- Linda Purl (VF : Brigitte Berges et VQ : Aline Pinsonneault) : Dr Ruth Young
- Verne Troyer : Joe, jeune
- Mika Boorem (VF : Émilie Rault et VQ : Claudia-Laurie Corbeil) : Jill Young, jeune
- Richard Riehle (VF : Gérard Rinaldi et VQ : Yves Massicotte) : Gorman
- Ray Harryhausen : le gentleman à la soirée
- Terry Moore : la femme élégante à la soirée
- Marguerite Moreau : la fille au cabriolet
- Tracey Walter : le gardien
- Dina Merrill : la femme de l'entreprise
- Scarlett Pomers : Charlotte (non créditée)
- Judson Mills : l'homme dans la voiture (caméo)

## Accueil

### Accueil critique
Mon ami Joe reçoit un accueil critique mitigé. Sur Rotten Tomatoes, il recueille un  taux d'approbation de 54% pour 54 critiques. Le site Metacritic lui attribue un score de 51⁄100, pour 20 critiques.

### Box office
Le film est un échec commercial. Il ne récolte que 71 millions de dollars au box-office, pour un budget estimé entre 75 et 90 millions de dollars,.
| Pays ou région     | Box-office      | Date d'arrêt du box-office | Nombre de semaines |
| ------------------ | --------------- | -------------------------- | ------------------ |
| France             | 664 444 entrées | -                          | -                  |
| États-Unis, Canada | 50 632 037 $    | 1er avril 1999             | 14                 |
| Total mondial      | 71 082 634 $    | -                          | -                  |

## Distinctions

### Récompenses
- Genesis Awards 1999 : Meilleur long métrage

### Nominations
- Oscars 1999 : Meilleurs effets spéciaux pour Rick Baker, Hoyt Yeatman, Allen Hall, Jim Mitchell
- International Film Music Critics Association 1999 pour James Horner
- Saturn Awards 1999 :
  - Meilleure actrice dans un second rôle pour Charlize Theron
  - Meilleurs effets spéciaux pour Rick Baker, Hoyt Yeatman, Allen Hall et Jim Mitchell